# Seitsemänlamminsuo-Korpilamminsuo
Seitsemänlamminsuo-Korpilamminsuo este o arie protejată (arie specială de conservare — SAC, sit de importanță comunitară — SCI) din Finlanda întinsă pe o suprafață de 572 ha, integral pe uscat.

## Localizare
Centrul sitului Seitsemänlamminsuo-Korpilamminsuo este situat la coordonatele 60°55′46″N 24°17′40″E / 60.9294°N 24.2944°E.

## Înființare
Situl Seitsemänlamminsuo-Korpilamminsuo a fost declarat sit de importanță comunitară în august 1998 pentru a proteja 1 specie de animale. Situl a fost protejat și ca arie specială de conservare în aprilie 2015.

## Biodiversitate
Situată în ecoregiunea boreală, aria protejată conține 5 habitate naturale: Lacuri și iazuri distrofice naturale, Turbării active, Mlaștini turboase de tranziție și turbării mișcătoare, Taiga vestică, Mlaștini împădurite.
La baza desemnării sitului se află o specie protejată de  mamifere: veveriță zburătoare siberiană (Pteromys volans).
Pe lângă speciile protejate, pe teritoriul sitului au mai fost identificate 1 specie de plante, 6 specii de păsări, 1 specie de nevertebrate.